# Spiritech
Spiritech is het derde album van Alchemist, uitgebracht in 1997 door Thrust en verdeeld door Shock Records.

## Track listing
1. "Chinese Whispers" − 9:33
2. "Road to Ubar" − 5:39
3. "Staying Conscious" − 5:42
4. "Beyond Genesis" − 7:19
5. "Spiritechnology" − 6:32
6. "Inertia" (Instrumentaal) − 5:00
7. "Hermaphroditis" − 4:32
8. "Dancing to Life" − 6:03
9. "Figments" − 11:06

## Band
- Adam Agius - zanger / gitarist / toetsenist
- Roy Torkington - gitarist
- John Bray - bassist
- Rodney Holder - drummer